# José María de Urbina

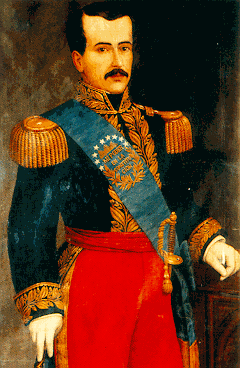
José María de Urbina
(ca. 1851-1856)

José María Mariano Segundo Fernández de Urbina (of Urvina) Viteri (Quito, 19 maart 1808 - Guayaquil, 4 september 1891) was een Ecuadoriaans politicus en een van de voormannen van de Ecuadoriaanse ulltra-democraten.
José María de Urbina was een generaal in het Ecuadoriaanse leger.
Op 13 juli 1851 werd hij de Opperste Leider van de liberale opstandelingen die zich verzetten tegen president Diego María de Noboa y Arteta. Nadat De Noboa op 17 juli 1851 was verdreven werd generaal De Urbina interim-president van Ecuador. Van 8 september 1851 tot 16 oktober 1856 was hij president.
Het bewind van De Urbina werd door de oppositie (onder wie Gabriel García Moreno) beschuldigd van corruptie. Tijdens zijn regime namen tegenstanders de wijk naar het buitenland. Op 16 oktober 1856 volgde Francisco Robles García De Urbina op als president.
President Robles kondigde een algemene amnestie af. Tijdens de oorlog met Peru (1858-1859) was generaal De Urbina bevelhebber van het Ecuadoriaanse leger in de havenstad Guayaquil. In november 1859 blokkeerde een Peruaans oorlogsschip de haven van Guayaquil en zag de situatie er weinig rooskleurig uit. President Robles verlegde daarop de hoofdstad van Quito naar Guayaquil om daar zelf het leger te kunnen leiden. In april 1859 werden Robles en De Urbina door de rebellerende artilleriecommandant van Guayaquil gevangengenomen, maar kort daarop door generaal Guillermo Franco bevrijd.
Intussen greep een junta onder leiding van Gabriel García Moreno en Manuel Gómez de la Torre in Quito de macht. Robles stuurde daarop generaal De Urbina met een leger naar Quito om de junta te verdrijven. García Moreno, hoofd van het leger van de junta, werd in juni 1859 verslagen en García Moreno, Gómez de la Torre en andere juntaleden vluchtten naar het buitenland. García Moreno verscheen kort daarop echter in Guayaquil toen hij samen met generaal Franco begon te complotteren tegen president Robles. Toen Robles hier lucht van kreeg, verlegde hij zijn regering naar Riobamba. De Urbina voegde zich bij Robles. Rafael Carvajal, een lid van de junta van Quito, viel echter met Colombiaanse troepen Noord-Ecuador binnen en op 13 september 1859 vluchtten Robles en De Urbina naar het buitenland.